# Paradossenus minimus
Paradossenus minimus là một loài nhện trong họ Trechaleidae.
Loài này thuộc chi Paradossenus. Paradossenus minimus được Cândido Firmino de Mello-Leitão miêu tả năm 1940.